# Plocama
Plocama é um gênero de plantas com flores na família Rubiaceae . Ele foi descrito por William Aiton em 1789. Ele é distribuído a partir das ilhas Canárias para o noroeste da Índia .
O gênero foi ampliado em 2007, quando vários outros gêneros Rubiaceae foram fundidas para ele. Existem hoje cerca de 34 espécies. 
As plantas deste gênero são ervas ou arbustos. Eles geralmente têm um aroma ofensivo quando esmagadas. As folhas são dispostas opostamente. O corola é em forma de funil com um curto para a base tubular de comprimento. O fruto é ou uma drupa ou um corpo que se divide em duas partes quando maduro. 

## Espécies
- Plocama afgânica ( Ehrend. ) M.Backlund & Thulin
- Plocama asperuliformis (Lincz.) M.Backlund & Thulin
- Plocama aucheri ( Guill. ) M.Backlund & Thulin
- Plocama botschantzevii (Lincz.) M.Backlund & Thulin
- Plocama brevifolia (Coss. & Durieu ex Pomel) M.Backlund & Thulin
- Plocama bruguieri ( A.Rich. Ex DC. ) M.Backlund & Thulin
- Plocama bucharica (B.Fedtsch. & Des.-Shost.) M.Backlund & Thulin
- Plocama calabrica ( Lf ) M.Backlund & Thulin
- Plocama calcicola (Sopro) M.Backlund & Thulin
- Plocama calycoptera (Decne.) M.Backlund & Thulin
- Corcyllis Plocama ( Sond. ) M.Backlund & Thulin
- Crucianelloides Plocama (Jaub. & Spach) M.Backlund & Thulin
- Plocama dubia (Aitch. & Hemsl. ) M.Backlund & Thulin
- Plocama eriantha (Jaub. & Spach) M.Backlund & Thulin
- Plocama hymenostephana (Jaub. & Spach) M.Backlund & Thulin
- Plocama iljinii (Lincz.) M.Backlund & Thulin
- Plocama inopinata (Lincz.) M.Backlund & Thulin
- Plocama Jolana (Thulin) M.Backlund & Thulin
- Plocama kandaharensis ( Ehrend. & Qarar ex (Ehrend. & Schönb.-Tem.) M.Backlund & Thulin
- Plocama macrantha (Blatt. & Hallb.) M.Backlund & Thulin
- Mestscherjakovii Plocama (Lincz.) M.Backlund & Thulin
- Plocama olivieri ( A.Rich. Ex DC. ) M.Backlund & Thulin
- Plocama pendula Aiton
- Plocama puberula ( Balf.f. ) M.Backlund & Thulin
- Putorioides Plocama (Radcl.-Sm.) M.Backlund & Thulin
- Plocama reboudiana (Coss. & Durieu) M.Backlund & Thulin
- Plocama rosea ( Hemsl. Ex Aitch.) M.Backlund & Thulin
- Plocama somaliensis (Sopro) M.Backlund & Thulin
- Plocama szowitzii (DC.) M.Backlund & Thulin
- Thymoides Plocama (Balf.f.) M.Backlund & Thulin
- Plocama tinctoria (Balf.f.) M.Backlund & Thulin
- Plocama trichophylla (Popov) M.Backlund & Thulin
- Plocama vassilczenkoi (Lincz.) M.Backlund & Thulin
- Plocama yemenensis (Thulin) M.Backlund & Thulin

1. ↑  «World Checklist of Selected Plant Families: Royal Botanic Gardens, Kew». apps.kew.org. Consultado em 19 de outubro de 2016
2. ↑  «Backlund, M., Bremer, B., & Thulin, M.» (PDF). 2007. Consultado em 19 de outubro de 2016